# Heinrich Herman Franzen
Heinrich Herman Franzen, född 14 september 1821, var en svensk flöjtist.

## Biografi
Heinrich Herman Franzen föddes 14 september 1821. Han anställdes 1 juli 1849 som flöjtist vid Kungliga Hovkapellet i Stockholm och slutade där den 1 juli 1854. Franzen var gift med Christina Magdalena (född 1822). De hade tillsammans barnen Heinrich Herman (född 1848), Hermina Sofia (född 1849) och Herman Ernst (född 1850).